# Syl Apps Jr.
Sylvanus Marshall Apps Jr. (Toronto, 1º agosto 1947) è un ex hockeista su ghiaccio canadese.
Nel corso della carriera ha giocato nel ruolo di centro nella National Hockey League. Suo padre era Syl Apps, già capitano dei Toronto Maple Leafs.

## Carriera
In occasione dell'NHL Amateur Draft 1964 Apps, allora giocatore dei Kingston Midgets, fu scelto in ventunesima posizione assoluta dai New York Rangers. Dopo un anno trascorso alla Università di Princeton ritornò a giocare ad hockey nella OHA con la maglia dei Kingston Aces.
Dopo cinque anni dalla sua scelta al Draft Apps nella primavera del 1969 esordì da professionista nei playoff della American Hockey League con i Buffalo Bisons, farm team dei Rangers. Un anno più tardi sempre con i Bisons vinse la Calder Cup, mentre con gli Omaha Knights conquistò il titolo della Central Hockey League. Nella stagione 1970-71 esordì in NHL giocando 31 partite con i Rangers.
Nel gennaio del 1971 Apps fu ceduto ai Pittsburgh Penguins; nelle stagioni seguenti diventò una delle stelle della franchigia. Fra il 1973 ed il 1976, Apps fu il centro della cosiddetta "Century Line" insieme all'ala sinistra Lowell MacDonald e a quella destra Jean Pronovost. Per tre stagioni fu il miglior marcatore della squadra e dopo aver dovuto saltare l'All-Star Game 1973 a causa di un infortunio al gomito fu convocato per giocare l'NHL All-Star Game del 1975, di cui fu nominato anche MVP. Fu il primo giocatore nella storia NHL a disputare l'All-Star Game dopo suo padre. Nella stagione 1975-76 raggiunse il massimo in carriera con 99 punti in 80 gare disputate in stagione regolare. In sei anni e mezzo di permanenza a Pittsburgh Apps totalizzò oltre 500 presenze e punti, stabilendo molti record di franchigia.
Nel novembre del 1977 si trasferì ai Los Angeles Kings, senza ritrovare però la condizione avuta nelle stagioni con i Penguins. Si ritirò dall'hockey giocato a soli 32 anni di età a causa dei continui dolori all'inguine e ai tendini.

## Palmarès

### Club
- Calder Cup: 1

Buffalo: 1969-1970
- Adams Cup: 1

Omaha: 1969-1970

### Individuale
- NHL All-Star Game: 1

1975
- MVP dell'NHL All-Star Game: 1

1975